# Alfred Agricola
Alfred Agricola (* 15. Januar 1824 in Gotha; † 22. Juli 1901) war ein deutscher Reichsgerichtsrat.

## Leben
Sein Großvater war Friedrich Christoph Perthes. 1846 trat er in den Staatsdienst Sachsen-Coburg-Gothas. 1854 wurde er als Justizssekretär im Adressbuch für das Herzogtum geführt. 1858 wurde er zum Assessor beim Appellationsgericht ernannt. Rat wurde er zwei Jahre später. 1868 ist er Rat in Eisenach gewesen, dessen Appellationsgericht ein gemeinschaftliches der anderen Herzog- und Fürstentümer war, dem Coburg-Gotha 1868 beitrat. 1878 wurde er als Rat beim thüringischen Gesamtoberappellationsgericht in Jena berufen. 1879 wechselte er an das Reichsgericht. 1892 trat Agricola in den Ruhestand. Seine Tochter Gertrud (1863–) war die Mutter des Rechtswissenschaftlers Hans Erich Feine und des Diplomaten Gerhart Feine.

## Werke
- Die Gewere zu rechter vormundschaft als Princip des Sächsischen ehelichen Güterrecht, Gotha 1869 Google books; vollständige Ansicht.
- „Die Zweigniederlassung“, Archiv für deutsches Wechselrecht und Handelsrecht, Band 12, 1863, S. 279, MPIER-Digitalisat.